# 글렌 데이비스 (육상 선수)

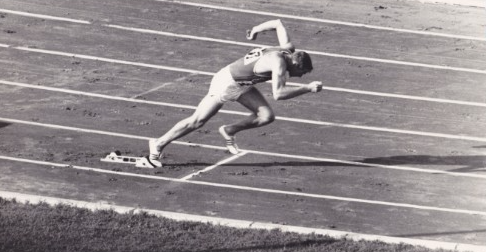

글렌 데이비스(Glenn Davis, 1934년 9월 12일 ~ 2009년 1월 29일)는 미국의 육상 선수이자, 하계 올림픽 3관왕이다. 후에 미식축구 선수가 되어 디트로이트 라이온스에서 활약하고, 자신의 채택된 고향 오하이오주 바버턴에서 33년간 교사와 코치를 지내왔다.

## 어린 시절
웨스트버지니아주 플랜스비에서 태어나 15세 때에 부모가 돌아가시자, 동생과 함께 바버턴으로 이주하였다. 바버턴 고등학교와 매리에타 고등학교에서 수학한 데이비스는 1954년 A급 오하이오 고교 육상 선수권 대회에서 바버턴 팀의 20점을 득점하였다.
220 야드, 멀리뛰기와 180 야드 로우 허들(당시 주립 기록을 세움)을 우승한 그는 대학을 위한 200명의 선수들보다 더 많은 장학금을 받아 오하이오 주립 대학교에 입학하였다.

## 선수 경력
데이비스는 1956년과 1960년 하계 올림픽에서 400m 허들 2연승을 거두었으며, 1958년에는 제임스 E. 설리번 상을 수상하였다.
대학 선수로서 수많은 기록들을 세웠는 데 100 야드/100m(9.6/10.3초), 200m(21.0초), 440 야드/400m(45.7초(WR)/45.2초), 반 마일(1시간 52분), 120 야드 허들(14.0초), 200m 로우 허들(22.5초(WR)), 400m 중간 허들(49.1초(WR)), 높이뛰기(6 피트 8 인치), 멀리뛰기(24 피트 8 인치) 등이다. 그와 에드윈 모지스, 안젤로 테일러, 펠릭스 산체스는 올림픽 400m 허들 2연승을 한 단 4명의 선수였다.
제시 오언스의 코치였던 그의 코치 래리 스나이더는 가능적으로 데이비스가 오언스보다 더 위대한 재능을 가졌다고 말하였다.
단거리 육상 선수로서 로마 올림픽에서 1600m 릴레이를 우승하기도 하였다.

## 이후의 경력
1960년 6월 27일 스포츠 일러스트레이티드의 표지에 나왔다. 육상 경력 이후, 데이비스는 1960년과 1961년 디트로이트 라이온스의 미식축구 선수가 되어 자신의 2개 NFL 시즌에서 132 야드를 위해 10개의 캐치를 가졌다.
1963년부터 1967년까지 코넬 대학교의 육상 코치를 맡아 자신의 마지막 시즌에 그의 팀을 아이비 리그로 이끌었다.
바버턴의 오랜 거주인으로서 33년간 교사와 코치를 지내고, 지프 올림픽 운전 학원의 소유자였다.
2009년 1월 29일 74세의 나이로 사망하였다.